# União Europeia de Radiodifusão
A União Europeia de Radiodifusão (em inglês, European Broadcasting Union (EBU), em francês, L'Union Européenne de Radio-Télévision (UER)), e sem relação alguma com a União Europeia, foi fundada a 12 de fevereiro de 1950 por 23 organizações de radiofusão da Europa e do Norte de África, numa conferência no centro turístico de Torquay em Devon, Inglaterra.
Em 1993, a Organização Internacional de Rádio e Televisão (1946), um órgão da Europa Central e de Leste equivalente UER, foi incorporada nesta.
A UER tem 74 membros activos em 54 países da Europa, África do Norte e Médio Oriente. A estes juntam-se 44 membros associados em 25 países do mundo. A maioria deles serviços públicos de rádio e televisão.
Um dos eventos mais conhecidos organizados pela UER é o Festival Eurovisão da Canção.
Na Eurorádio (onde se encontram os meios radiofónicos) a colaboração passa pela música, as notícias, o desporto, os programas juvenis e os de informação local e regional. A rede da Eurorádio retransmite todos os anos cerca de 2 500 concertos e óperas, e coordena a transmissão dos acontecimentos desportivos.

## História
A UER foi fundada a 12 de fevereiro de 1950, numa reunião em Torquay, Devon (Reino Unido). Marcaram presença 23 organismos de radiodifusão provenientes da Europa Ocidental, Jugoslávia, Turquia e os estados africanos do Egito, Líbano e Tunísia. A nova parceria pretendia melhorar o serviço de rádio e televisão através da colaboração, assistência técnica, partilha de conteúdo e de defesa conjunta dos seus interesses. A sua antecessora foi a Organização de Radio e Televisão Internacional, que existiu na Europa Oriental entre 1946 e 1993, e em 1993 adquirida pela UER.
O seu trabalho é resumido da seguinte maneira:
| “ | Acreditamos que o serviço público de media são a pedra angular da sociedade democrática, e nós somos a voz representativa. Mídia oferecer um serviço de alto nível e um centro de aprendizagem e partilha de conhecimentos. Operamos a rede Eurovision, o primeiro distribuidor e produtor de conteúdo de qualidade na indústria e Euroradio, a maior rede de troca de notícias e música do mundo. | ” |

As transmissões da UER começaram e terminaram com uma melodia, a introdução instrumental de "Te Deum" de Marc-Antoine Charpentier.

### Identidade visual

Logo de 1993 a junho de 2012
Logo desde junho de 2012
Versão inglesa desde junho de 2012

## Descrição geral
A União Europeia de Radiodifusão (UER) é formada por organizadores de radiodifusão (rádio, televisão e multimédia), tanto os meios públicos como privados com obrigações de serviço público. Os seus membros ativos estão dentro da Área de Radiodifusão Europeia (que abrange a Europa, Mediterrâneo e Ásia Ocidental), ou são membros do Conselho Europeu. enquanto que os membros associados estão fora dela. Para ser um membro ativo, é também necessário cumprir às condições e estar ciente do pagamento.

### Funções
O objetivo da UER é de contribuir para a radiodifusão nas seguintes características:
1. Promover e desenvolver meios de serviço público e os seus valores: universalidade, independência, excelência, diversidade, responsabilidade social e inovação;
2. Proteger e melhorar a liberdade de expressão e informação, a base das sociedades democráticas;
3. Melhorar a informação plural e a livre formação de opiniões;
4. Desenvolver as mais recentes tecnologias de comunicação e informação para que todas as pessoas tenham acesso aos meios de comunicação;
5. Garantir a diversidade cultural para promover os valores da tolerância e da solidariedade;
6. Proteger o património cultural da Europa e o desenvolvimento das suas criações audiovisuais;
7. Fortalecer a identidade dos povos, a coesão social e integração de todos os indivíduos, grupos e comunidades;
8. A conformidade com as informações de serviço público, educação, cultura e entretenimento através de uma variedade de programação e qualidade.

Para isso, os membros da UER podem aceder a serviços como o intercâmbio de conteúdos e programas (incluindo notícias, desporto, música, produção própria, transmissão e streaming), os direitos de transmissão, programação própria, equipamentos e serviços de produção e uma ampla rede de distribuição de conteúdo em rádio, televisão e internet.
A cooperação técnica é uma das atividades mais importantes. Através do Departamento de Tecnologia e Inovação, a organização está envolvida em pesquisa e desenvolvimento de novos meios de comunicação, contribuindo para a promoção de novas técnicas de transmissão, tais como Radio Data System (RDS), televisão digital (DVB ) e de alta definição (HDTV e UHDTV). Há grupos de colaboração entre os membros para aconselhar e implementar padrões tecnológicos em cada país.
O centro de aprendizagem da UER também inclui programas de formação, seminários e conferências. Desde 2012 entrega o prémio Rose d'Or, criado em 1961 para reconhecer os melhores formatos do ano em rádio, televisão e multimédia.
Por outro lado, ele oferece os seus serviços de representação associadas, lobby, apoio técnico, jurídico e legal. A organização defende os seus interesses nos foros internacionais e profissionais com uma só voz e posição conjunta.

### Rádio
A rede "Euroradio", que reúne todos os meios de transmissão, é responsável pela troca de música, notícias, transmissões desportivas, programas educacionais e de co-produções como EuroClassic Notturno. Anualmente oferece mais de 2 500 concertos de música clássica e óperas, e coordena a transmissão de mais de 2 000 eventos desportivos. A sua atividade não se limita a áudio também faz vídeos de concertos e óperas por "Euroradio 2Veja."
No total, mais de 70 empresas de rádio estão envolvidas para uma audiência potencial de mais de 500 milhões de ouvintes.
No Euroradio está o "Eurosonic", um serviço destinado a jovens e é especializado em música contemporânea. Através desta rede as gravações de sinal e de concertos, reuniões e eventos, como o Festival de Jazz de Montreux, Iceland Airwaves, o Festival Internacional de Benicàssim e Sónar é oferecido. Desde 1999, colabora no Festival Eurosonic, em Groningen (Holanda) e no European Border Breakers Awards para a promoção de artistas emergentes europeus.

### Televisão

A abertura clássica que precedeu todas as transmissões da rede da Eurovisão até meados dos anos 90. Ao meio era mostrado o logotipo do membro que estava fazendo a transmissão e aqueles que estavam recebendo-a. O padrão em redor é baseado na bandeira da União Europeia.

A rede "Eurovision", que reúne todas as televisões, lida com a troca de notícias e programas, os sinais ao vivo, eventos desportivos e todos os tipos de conteúdo de televisão relacionada, o que a torna uma das maiores redes do mundo. Todos os membros cooperaram na produção de espaços em diferentes géneros.
No caso da informação, a rede de intercâmbio de notícias e desportos fornece 50 mil peças e mais de 2,5 mil horas de sinal ao vivo todos os anos, com a especial atenção para União Europeia de Radiodifusão.
O "Eurovision Sports" é a delegação responsável por transmissões desportivas, e o maior fornecedor deste tipo em todo o mundo. Através do seu site e aplicações móveis, facilita a transmissão do sinal na União Europeia de vários eventos. De 1960 a 2012 deteve os direitos dos Jogos Olímpicos na Europa.
Uma das facetas mais importantes é a transmissão de eventos em direto para os seus membros, que começou em 1953 com a coroação da Rainha Isabel II do Reino Unido. O mais popular é o Festival Eurovisão da Canção, uma competição musical organizada pela própria UER desde 1956. Organizam também o Concerto de Ano Novo de Viena (ORF) e transmitiam o antigo programa Jogos sem Fronteiras. Em 2014, transmitiu o debate eleitoral entre os candidatos para presidir a Comissão Europeia.

## Organização
| Direção          | Responsável            | Membro |
| ---------------- | ---------------------- | ------ |
| Presidência      | Jean-Paul Philippot    | RTBF   |
| Vice-presidência | Anna Maria Tarantola   | RAI    |
| Vogais           | Cilla Benkö            | SR     |
| Vogais           | Petr Dvořák            | ČT     |
| Vogais           | Petr Fedorov           | RTR    |
| Vogais           | Rachid Faïçal Laraïchi | SNRT   |
| Vogais           | Rémy Pflimlin          | FT     |
| Vogais           | Peter Salmon           | BBC    |
| Vogais           | Andrzej Siezieniewski  | PR     |
| Vogais           | Ulrich Wilhelm         | ARD    |
| Vogais           | Alexander Wrabetz      | ORF    |

## Membros
A UER tem três categorias de membros: ativo, associado e participantes autorizados. O primeiro pagamento anual (em francos suíços), cujo montante é definido pela Assembleia Geral como a sua taxa potencial
Os membros ativos têm acesso às redes de Eurorrádio e Eurovisão. Estes fazem parte da Área de Radiodifusão Europeia, que inclui não só a Europa, mas também o Mediterrâneo (Norte de África) e Ásia Ocidental. A grande maioria são empresas de radiodifusão pública que aderiram antes da década de 1990. Com o surgimento de emissoras de rádio e de televisão privada, os regulamentos de entrada foram apertados; desde então que se fala de "serviço público de média."
Para ser um membro ativo, o estado onde a empresa está estabelecida deve ser um membro da União Internacional de Telecomunicações (UIT), e ter pleno reconhecimento da comunidade internacional e fazer parte da Área de Radiodifusão Europeia. Se estiver dentro dessa área, é necessário que o país esteja no Conselho Europeu.

Alargamento da UER desde 1950.

Além disso, são obrigados a cumprir as seguintes normas:
1. Fornecer programação variada e equilibrada destinada a todos os segmentos da população. As minorias têm espaços não importa o público;
2. Suportar o custo de produção (ou de produção sob encomenda) com o seu dinheiro, e supervisionado sob a sua linha editorial, uma proporção substancial de programação;
3. Certificar-se de que toda a população nacional disponha de cobertura disponível (pelo menos 97% do território) para receber um sinal de televisão e / ou rádio;
4. Não devem ter relacionamentos ou acordos com competidores desportivos da UER em direitos de transmissão a nível europeu;
5. Cumprir as suas obrigações nos termos do artigo 3.7 dos Estatutos da UER (contribuição ativa, a solidariedade, a defesa conjunta e documentação de envio).

A grande maioria dos membros são emissoras públicas. Outros, como o Channel 4 (Reino Unido) TV 2 (Noruega) são grupos comerciais com obrigações de serviço público.

### Membros europeus
De acordo com dados de 2015 a UER tem 73 membros ativos em 56 países da Europa, Ásia Ocidental e do Mediterrâneo Ocidental.
| País                 | Nome em português | Nome nativo                                                                                     | Sigla    | Ano de entrada |
| -------------------- | --- | ----------------------------------------------------------------------------------------------- | -------- | -------------- |
| Albânia              | Radio e Televisão da Albânia | Radio Televizioni Shqiptar                                                                      | RTSH     | 1999           |
| Alemanha             | Consórcio de Empresas Públicas de Radiodifusão da República Federal da Alemanha | Arbeitsgemeinschaft der öffentlich-rechtlichen Rundfunkanstalten der Bundesrepublik Deutschland | ARD      | 1952           |
| Alemanha             | Segunda Televisão Alemã | Zweites Deutsches Fernsehen                                                                     | ZDF      | 1963           |
| Andorra              | Rádio e Televisão de Andorra | Ràdio i Televisió d'Andorra                                                                     | RTVA     | 2002           |
| Arménia              | Companhia de Televisão Pública da Arménia | Հայաստանի հանրային հեռուստաընկերություն                                                         | ARMTV    | 2005           |
| Áustria              | Radiodifusor Austríaco | Österreichischer Rundfunk                                                                       | ORF      | 1953           |
| Azerbaijão           | Corporação Pública de Rádio e Televisão do Azerbaijão | İctimai Televiziya və Radio Yayımları Şirkəti                                                   | İTV      | 2007           |
| Bélgica              | Organização Radiodifusora de Rádio e Televisão Flamenga | Vlaamse Radio- en Televisieomroep                                                               | VRT      | 1950           |
| Bélgica              | Rádio e Televisão Belga Francófona | Radio Télévision Belge Francophone                                                              | RTBF     | 1950           |
| Bielorrússia         | Companhia de Tele-Rádio Bielorrussa | Нацыянальная дзяржаўная тэлерадыёкампанія Рэспублікі Беларусь                                   | BTRC     | 1993           |
| Bósnia e Herzegovina | Radiotelevisão da Bósnia e Herzegovina | Radio-televizija Bosne i Hercegovine                                                            | BHRT     | 1993           |
| Bulgária             | Rádio Nacional Búlgara | Българско национално радио                                                                      | BNR      | 1993           |
| Bulgária             | Televisão Nacional Búlgara | Българска национална телевизия                                                                  | BNT      | 1993           |
| Chipre               | Corporação Cipriota de Radiodifusão | Ραδιοφωνικό Ίδρυμα Κύπρου \ Kıbrıs Yayın Kurumu                                                 | CY/CBC   | 1968           |
| Croácia              | Radiotelevisão Croata | Hrvatska radiotelevizija                                                                        | HRT      | 1993           |
| Dinamarca            | Rádio da Dinamarca | Danmarks Radio                                                                                  | DR       | 1950           |
| Dinamarca            | TV2 | TV2 AS                                                                                          | DK/TV2   | 1996           |
| Eslováquia           | Rádio Eslovaca | Slovenský rozhlas                                                                               | SK/SR    | 1993           |
| Eslováquia           | Televisão Eslovaca | Slovenská televízia                                                                             | SK/STV   | 1993           |
| Eslovénia            | Radiotelevisão Eslovena | Radiotelevizija Slovenije                                                                       | RTVSLO   | 1993           |
| Espanha              | Corporação de Radiotelevisão Espanhola | Corporación Radiotelevisión Española                                                            | RTVE     | 1955           |
| Espanha              | Sociedade Espanhola de Radiodifusão | Sociedad Española de Radiodifusión                                                              | SER      | 1982           |
| Espanha              | Cadeia de Rádios Populares de Espanha | Cadena de Ondas Populares de España                                                             | COPE     | 1998           |
| Estónia              | Radiodifusão Pública Estónia | Eesti Rahvusringhääling                                                                         | ERR      | 1993           |
| Finlândia            | - Corporação de Radiodifusão Finlandesa - Radiodifusão Sueca da Finlândia | Yleisradio Oy / (Sueco) Rundradion AB                                                           | YLE/FST5 | 1950           |
| Finlândia            | Canal Comercial 3 | Mainotelevisio 3                                                                                | MTV3     | 1957           |
| França               | Grupo de Radiodifusores Franceses da UER: - Télévision Française 1 - France Télévisions - Canal+ - Radio France - Radio France Internationale | Groupement des Radiodiffuseurs Français de l’UER                                                | GRF      | 1950           |
| França               | Europe 1 | Europe 1                                                                                        | E1       | 1978           |
| Geórgia              | Radiodifusão Pública Georgiana | საქართველოს საზოგადოებრივი მაუწყებელი                                                           | GPB      | 2005           |
| Grécia               | Corporação de Radiodifusão Helénica | Ελληνική Ραδιοφωνία Τηλεόραση                                                                   | ERT      | 1950-2013 2015 |
| Hungria              | Rádio Húngara | Magyar Rádió                                                                                    | MR       | 1993           |
| Hungria              | Televisão Húngara | Magyar Televízió                                                                                | HU/MTV   | 1993           |
| Irlanda              | Rádio e Televisão Irlandesa | Radio Telefís Éireann                                                                           | RTÉ      | 1950           |
| Irlanda              | Televisão Gaélico-Irlandesa | Teilifís na Gaeilge 4                                                                           | TG4      | 2007           |
| Islândia             | Serviço de Radiodifusão Nacional | Ríkisútvarpið                                                                                   | RÚV      | 1956           |
| Israel               | Corporação Israelita de Radiodifusão Pública | (תאגיד השידור הישראלי)                                                                          | KAN      | 2017           |
| Itália               | Radiotelevisão Italiana | Radiotelevisione Italiana                                                                       | RAI      | 1950           |
| Letónia              | Televisão Letã | Latvijas Televīzija                                                                             | LR       | 1993           |
| Letónia              | Rádio Letã | Latvijas Radio                                                                                  | LTV      | 1993           |
| Lituânia             | Rádio e Televisão Nacional Lituaniana | Lietuvos Radijas ir Televizija                                                                  | LRT      | 1993           |
| Luxemburgo           | Companhia Luxemburguesa de Teledifusão | Compagnie Luxembourgeoise de Télédiffusion                                                      | RTL      | 1950           |
| Luxemburgo           | Radio 100,7 | Radio 100,7                                                                                     | ERSL     | 1996           |
| Macedónia do Norte   | Rádio e Televisão Macedónia | Македонска радио телевизија                                                                     | MKRTV    | 1993           |
| Malta                | Serviço Público de Radiodifusão | Public Broadcasting Services                                                                    | MT/PBS   | 1969           |
| Moldávia             | Telerádio Moldova | Teleradio-Moldova                                                                               | TRM      | 1993           |
| Mónaco               | Monaco Media Diffusion | Monaco Media Diffusion                                                                          | MMD      | 1994           |
| Montenegro           | Rádio Televisão de Montenegro | Radio televizija Crne Gore/ Радио телевизија Црне Горе                                          | RTCG     | 2001           |
| Noruega              | Corporação de Radiodifusão Norueguesa | Norsk Rikskringkasting                                                                          | NRK      | 1950           |
| Noruega              | TV2 | TV2 AS                                                                                          | NO/TV2   | 1992           |
| Países Baixos        | Radiodifusão Pública Neerlandesa | Nederlandse Publieke Omroep                                                                     | NPO      | 1950           |
| Polónia              | Televisão Polaca | Telewizja Polska                                                                                | TVP      | 1993           |
| Polónia              | Rádio Polaca | Polskie Radio                                                                                   | PR       | 1993           |
| Portugal             | Grupo Rádio e Televisão de Portugal: - RTP1 - RTP2 - RTP3 - RTP Memória - RTP Madeira - RTP Açores - RTP África - RTP Internacional - Rádio Antena 1 - Rádio Antena 2 - Rádio Antena 3 - Rádio Antena 1 Madeira - Rádio Antena 3 Madeira - Rádio Antena 1 Açores - Rádio RDP Internacional - Rádio RDP África | Rádio e Televisão de Portugal                                                                   | RTP      | 1950           |
| Reino Unido          | - Corporação de Radiodifusão Britânica | British Broadcasting Corporation                                                                | BBC      | 1950           |
| Reino Unido          | Radiodifusão Independente do Reino Unido: - Independent Television - Channel 4 - S4C | United Kingdom Independent Broadcasting / (em Galês) Darlledu Annibynnus Deyrnas Gyfunol        | UKIB     | 1959           |
| Chéquia              | Rádio Checa | Český rozhlas                                                                                   | ČR       | 1993           |
| Chéquia              | Televisão Checa | Česká televize                                                                                  | ČT       | 1993           |
| Roménia              | Corporação Romena de Radiodifusão | Societatea Română de Radiodifuziune                                                             | ROR      | 1993           |
| Roménia              | Televisão Romena | Televiziunea Română                                                                             | TVR      | 1993           |
| Rússia               | Canal 1 Rússia | Первый канал                                                                                    | C1R      | 1993           |
| Rússia               | Rádio Casa Ostankino | Радиодом Останкино                                                                              | RDO      | 1993           |
| Rússia               | Canal Televisivo Russo | Телеканал Россия                                                                                | RTR      | 1993           |
| San Marino           | Radiotelevisão da República de São Marino | Radiotelevisione della Repubblica di San Marino                                                 | SMRTV    | 1995           |
| Sérvia               | Rádio Televisão da Sérvia | Радио-телевизија Србије                                                                         | RTS      | 2001           |
| Suécia               | Grupo de Rádio e Televisão Sueco: - Televisão Sueca - Rádio Sueca - Radiodifusão Educacional Sueca | Sveriges Television och Radio Grupp AB                                                          | SVT      | 1950           |
| Suécia               | TV4 | TV4 AB                                                                                          | TV4      | 2004           |
| Suíça                | Corporação de Radiodifusão Suíça | SRG SSR idée suisse                                                                             | SSR SRG  | 1950           |
| Turquia              | Corporação de Rádio e Televisão Turca | Türkiye Radyo-Televizyon Kurumu                                                                 | TRT      | 1950           |
| Ucrânia              | Companhia Nacional de Televisão da Ucrânia | Національна телекомпанія України                                                                | NTU      | 1993           |
| Ucrânia              | National Radio Company of Ukraine | Національна радіокомпанія України                                                               | NRU      | 1993           |
| Vaticano             | Rádio Vaticana | Radio Vaticana                                                                                  | RV       | 1950           |

### Membros não europeus

Países que possuem membros associados.

| País     | Nome em português                                 | Nome de origem                   | Sigla | Ano de entrada  |
| -------- | ------------------------------------------------- | -------------------------------- | ----- | --------------- |
| Argélia  | Estabelecimento de televisão pública              | المـؤسـسـة العمومية للتـلـفزيـون | EPTV  | 1969            |
| Argélia  | Empresa nacional de radiodifusão sonora (en)      | االمؤسسة العمومية للبث الإذاعي‎   | ENRS  | 1969            |
| Argélia  | Televisão da Argélia (fr)                         | البث الإذاعي والتلفزي الجزائري   | TDA   | 1969            |
| Egito    | União de Rádio e Televisão Egípcia                | التلفزيون المصري                 | ERTU  | 1950-1958, 1984 |
| Israel   | Autoridade de Radiodifusão Israelita              | רָשׁוּת השׁידוּר                      | IBA   | 1957            |
| Jordânia | Corporação de Rádio e Televisão Jordana           | الفضائية                         | JRTV  | 1969            |
| Líbano   | Televisão Libanesa                                | تلفزيون لبنان                    | TL    | 1950            |
| Líbia    | Canal Nacional da Líbia                           | الجماهيرية اللّيبيّة               | LNC   | 2011            |
| Marrocos | Sociedade Nacional de Radiodifusão e de Televisão | الشركة الوطنبة للإذاعة والتلفرة  | SNRT  | 1950-1961, 1968 |
| Tunísia  | Télévision Tunisienne                             | مؤسسة التلفزة التونسية           | ETT   | 2007            |
| Tunísia  | Radio Tunisienne                                  | مؤسسة الإذاعة التونسية           | RT    | 2007            |

### Membros associados
Os membros associados são as agências audiovisuais de caráter nacional que operam fora da Área Europeia de Radiodifusão. São exigidas as mesmas condições que aos membros ativos. Se uma emissora quiser fazer parte, está sujeita à supervisão do Comité Executivo, que por sua vez, irá informar a Assembleia Geral se o seu rendimento é apropriado.
Recebem documentação da UER, podem participar na Assembleia Geral de verão, participar em reuniões técnicas e trabalhar com os membros ativos. No entanto, não têm acesso livre às redes da Eurovisão e Eurorádio.
De acordo com dados de 2015, a UER tem 35 membros associados em 21 países em todo o mundo.
| País            | Nome em português                                           | Sigla         |      |
| --------------- | ----------------------------------------------------------- | ------------- | ---- |
| África do Sul   | Corporação de Radiodifusão Sul-Africana                     | SABC          |      |
| Austrália       | Corporação de Radiodifusão Australiana                      | ABC Australia |      |
| Austrália       | Serviço Especial de Radiodifusão                            | SBS           |      |
| Bangladesh      | Autoridade Nacional de Radiodifusão do Bangladesh           |               |      |
| Brasil          | TV Cultura/Rádio Cultura Brasil/Fundação Padre Anchieta     | FPA           |      |
| Canadá          | Corporação de Radiodifusão Canadiana (Societé Radio Canada) | CBC/SRC       |      |
| Chile           | Canal 13                                                    | UC13          |      |
| China           | Televisão Central da China                                  | CCTV          |      |
| Cuba            | Cuban Institute of Radio and Television                     | ICRT          | 1992 |
| Estados Unidos  | Companhia Nacional de Radiodifusão                          | NBC           |      |
| Estados Unidos  | Companhia Americana de Radiodifusão                         | ABC           |      |
| Estados Unidos  | Sistema de Radiodifusão Columbiano                          | CBS           |      |
| Estados Unidos  | Rádio Pública Nacional                                      | NPR           |      |
| Estados Unidos  | Média Pública Americana                                     | APM           |      |
| Estados Unidos  | WFMT 98.7 FM, Chicago, Ilinóis                              | WFMT          |      |
| Gâmbia          | Serviço de Rádio e Televisão Gambiano                       | GRTS          |      |
| Gronelândia     | Corporação de Radiodifusão da Gronelândia                   | KNR           |      |
| Hong Kong       | Radiotelevisão Hong Kong                                    | RTHK          |      |
| Índia           | Rádio A11                                                   | AIR           |      |
| Irão            | Radiodifusão da Républica Islâmica do Irão                  | IRIB          |      |
| Japão           | Corporação de Radiodifusão do Japão                         | NHK           |      |
| Malásia         | Radiotelevisão da Malásia                                   | RTM           |      |
| Ilhas Maurícias | Corporação de Radiodifusão da Maurícia                      | MBC           |      |
| Mauritânia      | TV da Mauritânia                                            | MR/TVM        |      |
| Nepal           | Televisão Nepalesa                                          | NTVC          |      |
| Nova Zelândia   | Rádio Nova Zelândia                                         | RNZ           |      |
| Nova Zelândia   | Televisão Neozelandesa                                      | TVNZ          |      |
| Omã             | Direção-Geral de Rádio e Televisão de Omã                   | ODGRT         |      |
| Paquistão       | Corporação Televisiva Paquistanesa                          | PK/PTV        |      |
| Catar           | Canal Infantil Al Jazeera                                   | JCC           |      |
| Zimbabwe        | Corporação de Radiodifusão do Zimbabué                      | ZBC           |      |

### Participantes aprovados
Os participantes aprovados são aquele que possui corpo audiovisual e que por qualquer motivo não é elegível para ser membro ativo ou associado, mas cuja atividade pode ser útil à UER. Deve ser especificada qual área ou áreas onde são permitidas a sua participação, porque só podem trabalhar nessas áreas. A participação é por cinco anos, com possibilidade de renovação por igual período.
Não podem aceder às redes (Eurovisão e Euroradio) ou participar nas reuniões da EBU.
| País                            | Nome em português                                      | Sigla    |
| ------------------------------- | ------------------------------------------------------ | -------- |
| África do Sul                   | Sentech (Pty) Ltd                                      | SNTC     |
| Bélgica, Canadá, França e Suíça | TV5 Europe                                             | FRI/TV5  |
| Catalunha - Espanha             | Rádio Catalunha                                        | CAT      |
| Emirados Árabes Unidos          | MBC Limitada - Centro de Radiodifusão do Médio Oriente | MEBC     |
| França e Alemanha               | ARTE GEIE                                              | ARTE     |
| Hungria                         | Antena Hungara RT                                      | AH       |
| Hungria                         | Televisão Duna                                         | Duna TV  |
| Macedónia do Norte              | JPMRD (Radiodifusão Macedónia)                         | JPMRD    |
| Palestina                       | Corporação de Rádio e Televisão Palestiniana           | PRTV     |
| Palestina                       | Abertis Telecom S.A.                                   | -        |
| Rússia                          | Rede de Radiodifusão de Rádio e Televisão Russa        | RTRN     |
| União Europeia                  | Euronews                                               | Euronews |

### Membros anteriores
| País       | Nome em português                         | Sigla | Espécie de membro            | Período   |
| ---------- | ----------------------------------------- | ----- | ---------------------------- | --------- |
| Jugoslávia | Rádio Televisão Jugoslava                 | JRT   | Membro pleno                 | 1950-1992 |
| Venezuela  | Rádio Caracas Televisão                   | RCTV  | Membro associado não europeu | ??-2007   |
| Grécia     | Nova Helénica Rádio, Internet e Televisão | NERIT | Membro europeu               | 2014-2015 |

### Potenciais membros ativos
| País          | Nome em português                                                  | Sigla | Notas |
| ------------- | ------------------------------------------------------------------ | ----- | --- |
| Cazaquistão   | El Arna                                                            | -     | O canal El Arna, membro do Khabar, não é um membro, mas comprou os direitos de transmissão do Festival Eurovisão da Canção 2008, um evento da UER. |
| Kosovo        | Rádio Televisão do Kosovo                                          | RTK   | RTK demonstrou interesse em aderir à UER. |
| Liechtenstein | 1 Fürstentum Liechtenstein Television (Televisão do Liechtenstein) | 1FLTV | O Liechtenstein apenas presta serviços de radiodifusão televisiva desde 15 de agosto de 2008.                                                      |
| Marrocos      | 2 Morocco Television (Televisão de Marrocos)                       | 2M TV | O segundo canal comercial de Marrocos solicitou a adesão à UER.                                                                                    |
| Catar         | Rádio Qatar                                                        | -     | |
| Síria         | Organismo de Rádio e Televisão Árabe Siriana                       | ORTAS | Atualmente, apenas como membro associado (1950-58).                                                                                                |